# Тип 100 (гранатомёт)
Тип 100 — японский винтовочный гранатомёт Второй мировой войны.

## История
Оружие было разработано в конце 1930х гг. и принято на вооружение в 1940 году (2600-й год по японскому летоисчислению).
В ходе боевых действий в Китае некоторое количество японских гранатомётов оказалось захвачено китайскими армиями в качестве трофеев.
После капитуляции Японии в сентябре 1945 года оружие не производилось, а оказавшиеся в распоряжении войск Антигитлеровской коалиции гранатомёты (вместе с иным трофейным вооружением японских войск) были в основном уничтожены в ходе демилитаризации Японии.

## Описание
Гранатомёт представляет собой мортирку (стальной цилиндрический «стакан» массой 830 грамм с внутренним диаметром 45,2 мм и толщиной стенок 1,5 мм), которая крепится на ствол винтовки тип 38 и тип 99 и предназначена для отстрела ручных гранат тип 91 и тип 99. Для отстрела гранат использовались боевые патроны. Дальность стрельбы осколочной гранатой составляла 75 — 100 метров.